# Bahnhof Dortmund Stadthaus
Der Bahnhof Dortmund Stadthaus liegt innenstadtnah genau an der Kreuzung der Ruhrallee (B54) und der Märkischen Straße und ist ein wichtiger Verkehrsknoten in Dortmund. Hier halten neben der S4 auch mehrere Dortmunder Stadtbahnlinien und eine Buslinie. Er besteht aus einem Haltepunkt an der Bahnstrecke Osterath–Dortmund Süd in Hochlage und einer unterirdischen U-Bahn-Station.

## Geschichte
Die Betriebsstelle liegt an der Bahnstrecke Osterath–Dortmund Süd der Rheinischen Eisenbahn-Gesellschaft bzw. Dortmund Süd–Oberhausen-Sterkrade der Königlich-Westfälischen Eisenbahn-Gesellschaft, in unmittelbarer Nähe Dortmunder Südbahnhofes. Am 26. Mai 1963 hielt hier erstmals ein Personenzug der Deutschen Bundesbahn, der Verkehr auf der damals noch nicht elektrifizierten Strecke wurde von Akkutriebwagen der Baureihe ETA 150, dann ab 1980 von lokbespannten Zügen der Baureihe V 100 mit Silberlingen bedient. Mit der Einführung der S-Bahn am 3. Juni 1984 fuhren hier erstmals x-Wagen mit Lokomotiven der Baureihe 111, später mit der Baureihe 143. 
Die unterirdische Stadtbahnhaltestelle wurde am 2. Juni 1984 mit Eröffnung der Stammstrecke I in Betrieb genommen. Im Zuge des Baues der Stadtbahnhaltestelle sowie der Einführung der S-Bahn entstand 1984 auch das heutige Empfangsgebäude.

## Zukunft
Die Haltestelle soll modernisiert sowie der Platz verschönert werden. Die Stadt hat den Plänen 2018 zugestimmt.

## Verkehrliche Bedeutung

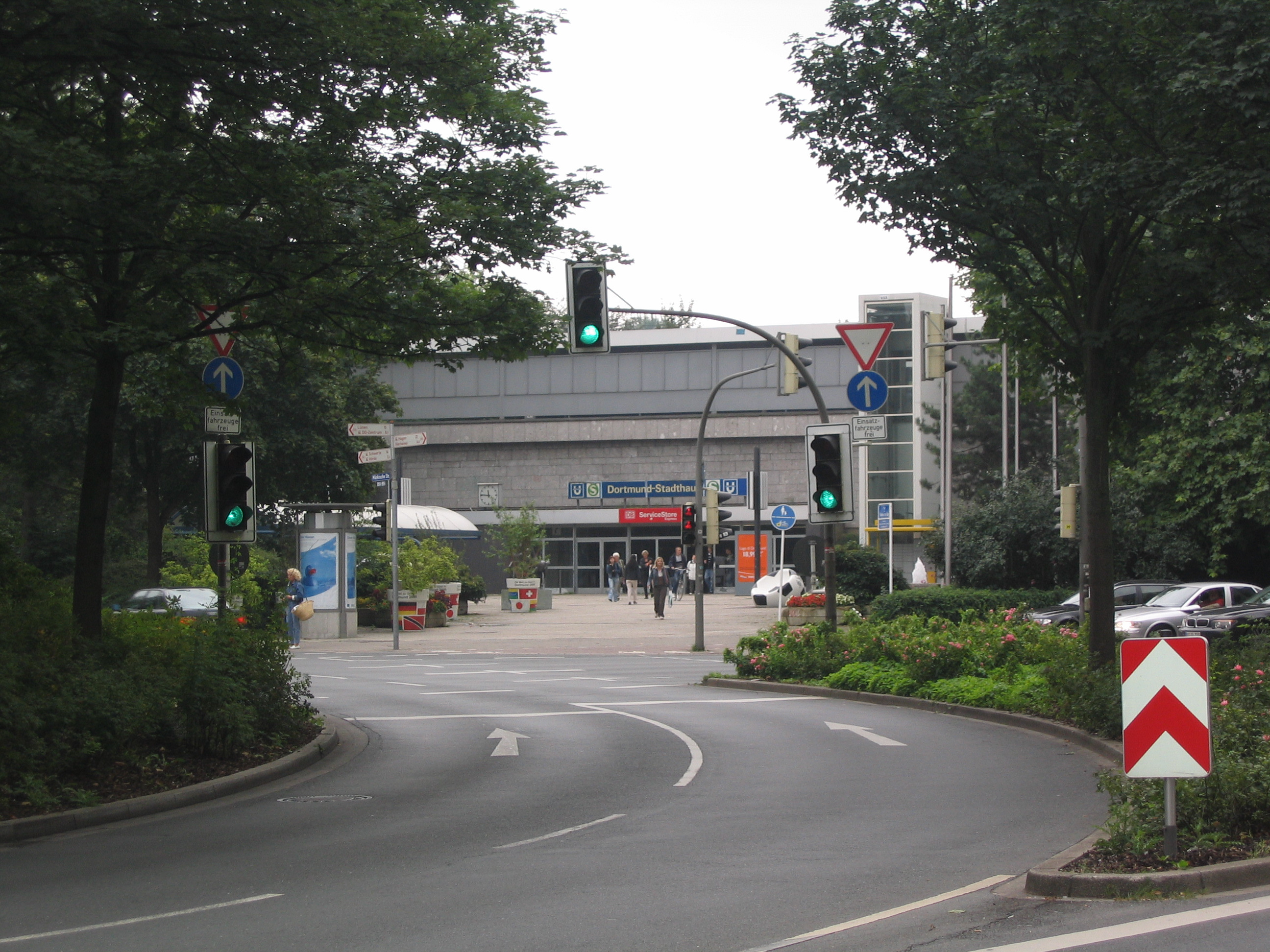
Empfangsgebäude

Die Bahnstrecke von Unna nach Dortmund-Lütgendortmund liegt in Ost-West-Richtung auf einem Bahndamm. Die Bahnsteige sind über Treppen und Aufzüge erreichbar. Die unterirdische U-Bahn-Station wird von den Linien U41, U45, U47 und U49 angefahren und verläuft in Nord-Süd-Richtung.
| Linie | Verlauf | Takt                                              |
| ----- | --- | ------------------------------------------------- |
| S 4   | DO-Lütgendortmund – DO-Somborn – DO Germania – DO-Marten Süd – DO-Dorstfeld – Dortmund West – DO-Möllerbrücke – DO-Stadthaus – DO-Körne West – DO-Körne – DO-Knappschaftskrankenhaus – DO-Brackel – DO-Asseln Mitte – DO-Wickede West – DO-Wickede – Massen – Unna-Königsborn – Unna West – Unna Stand: Fahrplanwechsel Dezember 2023 | 30 min 15 min (Lütgendortmund–Königsborn zur HVZ) |
|       | Brambauer Verkehrshof1 – Brambauer Krankenhaus – Lünen, Herrentheystraße – Dortmund, Oetringhauser Straße – Brechten Zentrum2 – Wittichstraße – Maienweg – Waldesruh – Grävingholz – Externberg – Amtsstraße – Zeche Minister Stein – Güterstraße – Fredenbaum – Immermannstraße/Klinikzentrum Nord – Lortzingstraße – U Münsterstraße – U Leopoldstraße – U Dortmund Hbf – U Kampstraße – U Stadtgarten – U DO-Stadthaus – U Markgrafenstraße – U Märkische Straße – U Karl-Liebknecht-Straße – U Willem-van-Vloten-Straße – U DO-Hörde, Bahnhof – U Dortmund, Clarenberg3 Diese Linie verkehrt auf der Stammstrecke I | 20 min (1–2) 10 min (2–3)                         |
|       | ( Dortmund, Fredenbaum – Immermannstraße/Klinikzentrum Nord – Lortzingstraße – U Münsterstraße – U Leopoldstraße – ) U Dortmund Hbf – U Kampstraße – U Stadtgarten – U DO-Stadthaus – U Markgrafenstraße – U Westfalenpark – Remydamm – U Westfalenhallen Diese Linie verkehrt auf der Stammstrecke I. Während der HVZ wird die Linie bis zur Haltestelle Fredenbaum verlängert. Bei Veranstaltungen wird sie ab dem/bis zum Haltepunkt Stadion eingesetzt; ab Westfalenhallen verkehrt sie weiter als U46 in Richtung Brunnenstraße.                                                                                   | 10 min                                            |
|       | DO-Westerfilde – Obernette – Buschstraße – Parsevalstraße – Huckarde Bushof – Huckarde Abzweig – Insterburger Straße – Hafen – U Schützenstraße – U Leopoldstraße – U Dortmund Hbf – U Kampstraße – U Stadtgarten – U DO-Stadthaus – U Markgrafenstraße – U Märkische Straße – Kohlgartenstraße – Voßkuhle – Lübkestraße – Max-Eyth-Straße – Stadtkrone Ost – Hauptfriedhof – Allerstraße/Westfälische Klinik für Psychiatrie – Westendorfstraße – Schürbankstraße – DO-Aplerbeck Diese Linie verkehrt auf der Stammstrecke I                                                                                           | 10 min                                            |
|       | ( Dortmund, Hafen – U Schützenstraße – U Leopoldstraße – ) U Dortmund Hbf – U Kampstraße – U Stadtgarten – U DO-Stadthaus – U Markgrafenstraße – U Westfalenpark – Rombergpark – DO-Hacheney Diese Linie verkehrt auf der Stammstrecke I. Während der HVZ an Schultagen wird die Linie bis zur Haltestelle Hafen verlängert | 10 min                                            |